# Сеньор (епископ Каркассона)
Сеньо́р (фр. Senior; умер не ранее 813) — епископ Каркассона (798 (?) — не ранее 813).

## Биография
Раннесредневековая история Каркассона довольно скудно освещена в современных событиям исторических источниках. В том числе, до сих пор неизвестна точная последовательность глав Каркассонской епархии этого времени.
О происхождении и времени занятия кафедры Каркассона епископом Сеньором ничего не известно. Предыдущим главой епархии, имя которого зафиксировано в источниках, был Гиспицион, скончавшийся, возможно, в 798 году. Хотя Сеньор не упоминается в средневековых списках каркассонских епископов, занятие им местной кафедры подтверждается дарственной хартией от 14 октября 813 года, в которой пресвитер Рудерик передавал аббату монастыря Сент-Мари-де-Лаграс Аттале принадлежавшую ему виллу. В качестве одного из свидетелей дарения в документе назван и епископ Сеньор.
Дата смерти епископа Сеньора неизвестна. Долгое время предполагалось, что следующим главой Каркассонской епархии, известным из источников, был Ливьюла, епископство которого датировали 850-ми годами. Однако затем было установлено, что документ, называвший Ливьюлу епископом, является позднейшей подделкой. В настоящее время наиболее вероятным считается предположение, согласно которому, следующим после Сеньора епископом Каркассона, упоминамым в достоверных исторических источниках, был Эр, участник церковного собора в Туси в 860 году.